# Wild (Goldschmiedefamilie)

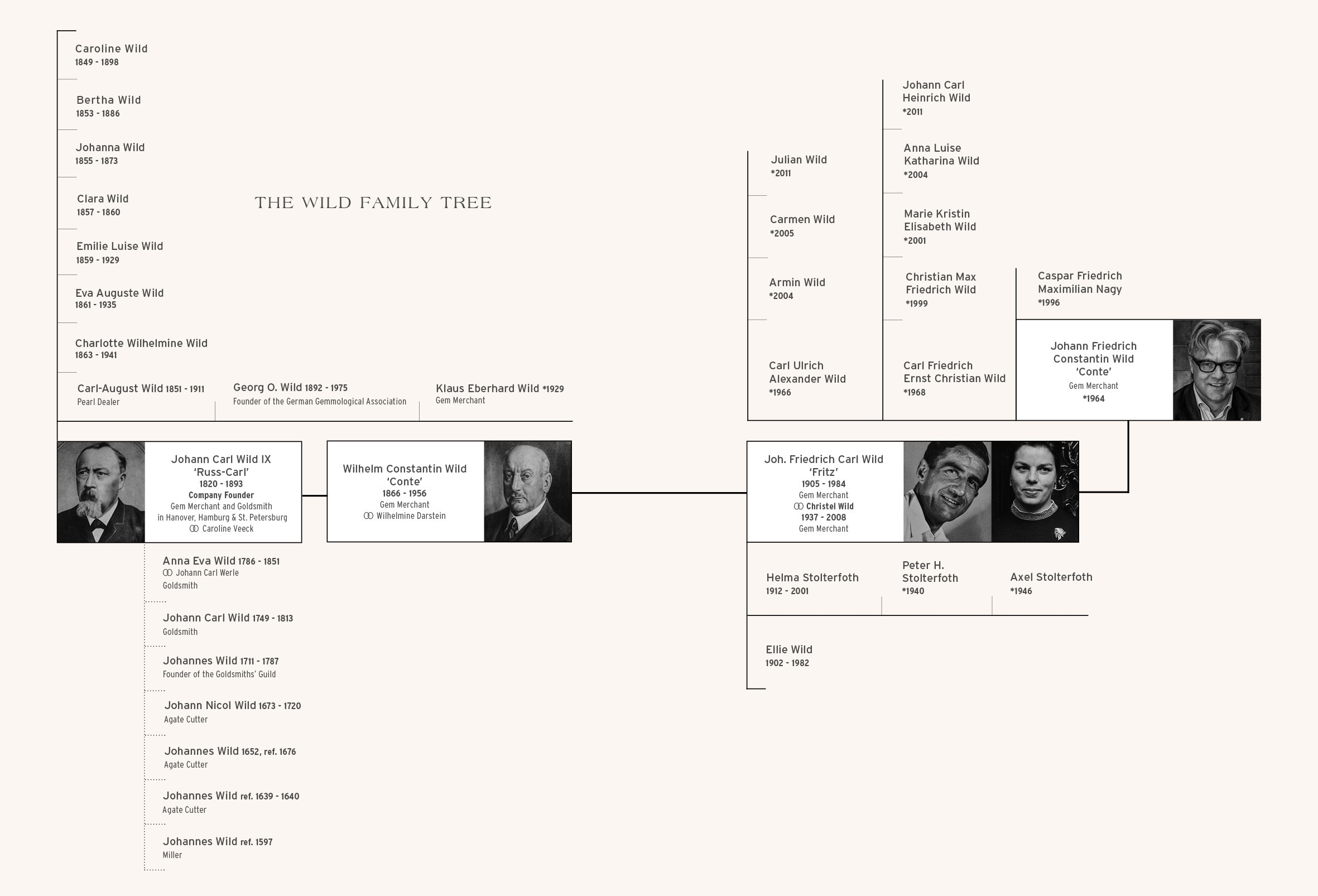
Stammbaum der Familie

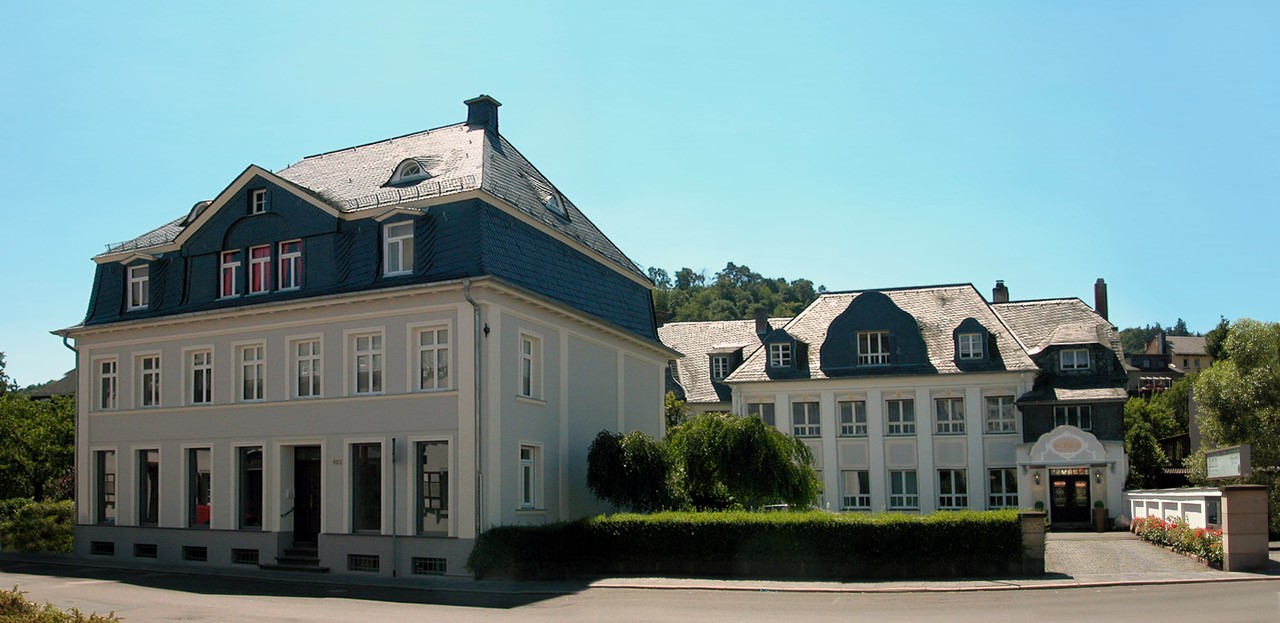
Firmensitz und Geburtshaus

Die Familie Wild ist eine in Idar-Oberstein ansässige, seit Jahrhunderten namhaft im Goldschmiedehandwerk, Juwelen- und Edelsteinhandel etablierte deutsche Familiendynastie. Die zugehörige 1847 begründete Manufaktur wird in vierter Generation fortgeführt.

## Produkte
Geschliffene Edelsteine: Turmaline (Paraiba, Canary, Lagoon u. a.), Beryl (Aquamarin, Morganit, Smaragd, Bixbite), Topas (Imperial, Pink, Rot), Granat (Spessartin, Mandarin, Grossular, Tsavorit, Demantoid, Rhodolite, Pyrop) Feldspat (Blau Mondstein), Opal (Feueropal, Schwarzopal, Weissopal), Chrysoberyl (Alexandrit), Spinel, Corund (Saphir und Rubin), Olivin (Peridot) und andere. Spezialisiert ist das Unternehmen jedoch auf seltene Imperial Topase.

## Familiengeschichte
Die Historie und Genealogie der Goldschmiedefamilie Wild reicht lückenlos belegt bis ins Jahr 1673 zurück. Eben jenes Jahr, ist das Geburtsjahr von Nicol Wild. Der Achatschleifer heiratete die Tochter eines Kollegen. Ihr 1711 geborener Sohn Johannes erlernte das Handwerk des Goldschmieds. Er zählte zu den Gründern der Goldschmiedezunft, zu der auch sein Sohn Johann Carl zählte.

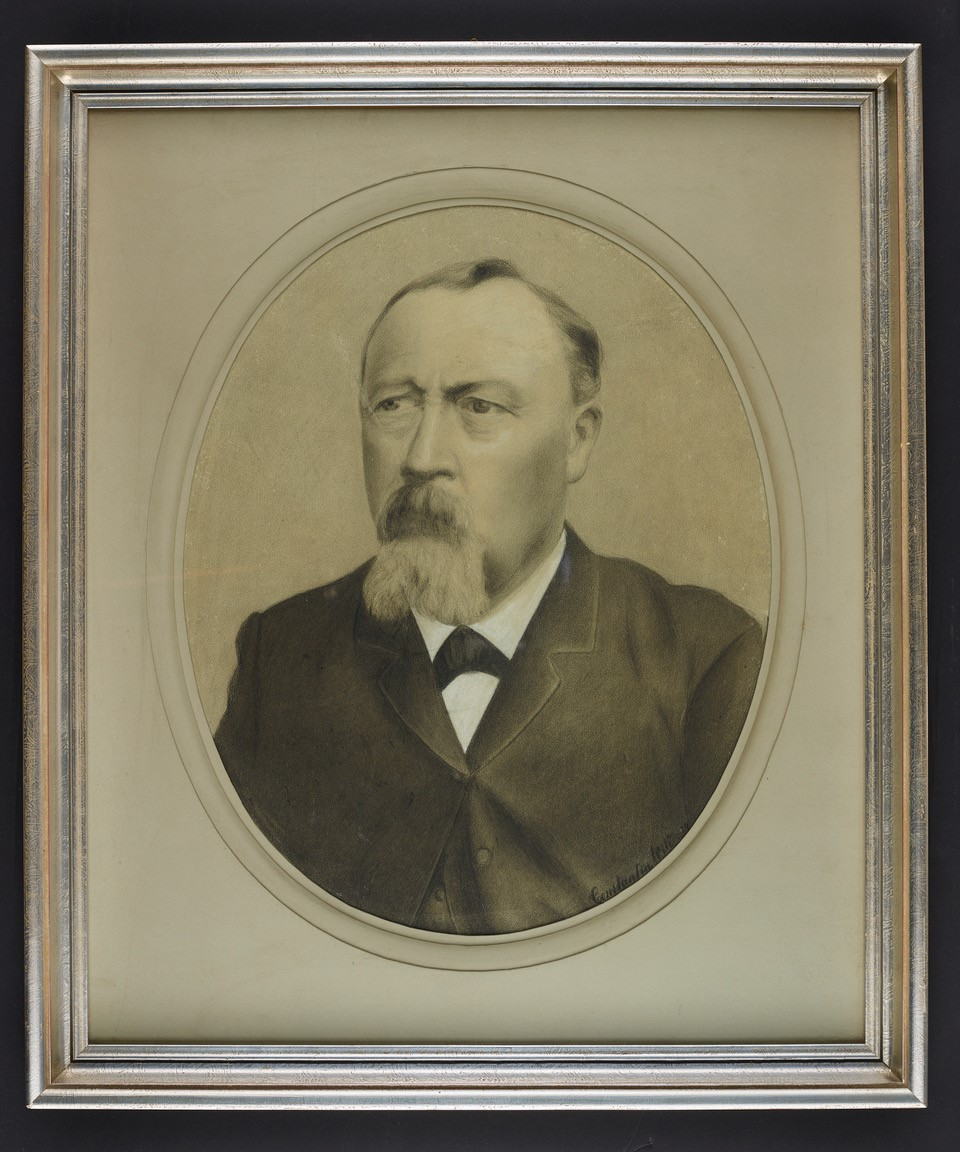
Johann Carl Wild IX

Seine Tochter Anna Eva wurde bereits mit 28 Jahren Witwe, bekam jedoch 1820 einen unehelichen Sohn, namens Johann Carl Wild IX. Nach der Lehre zum Goldschmied ging der 21-Jährige wie für Handwerksgesellen üblich auf die Walz. Er arbeitete als Goldschmiedegeselle in Hamburg und Hannover. 1845/46 reiste er in das damalige Zentrum der Goldschmiedekunst St. Petersburg. Nach seiner Rückkehr betrieb er eine eigene Goldschmiede. Er stieg zudem in den Schmucksteinhandel und in die Edelsteinschleiferei ein. Aus dieser Unternehmung resultierte die Manufaktur J. C. Wild IX. Auf den Weltausstellungen in Philadelphia (1876), Sydney (1879) und Melbourne (1880) wurden ihm Auszeichnungen verliehen. Aus seiner Ehe entsprangen neun Kinder. 

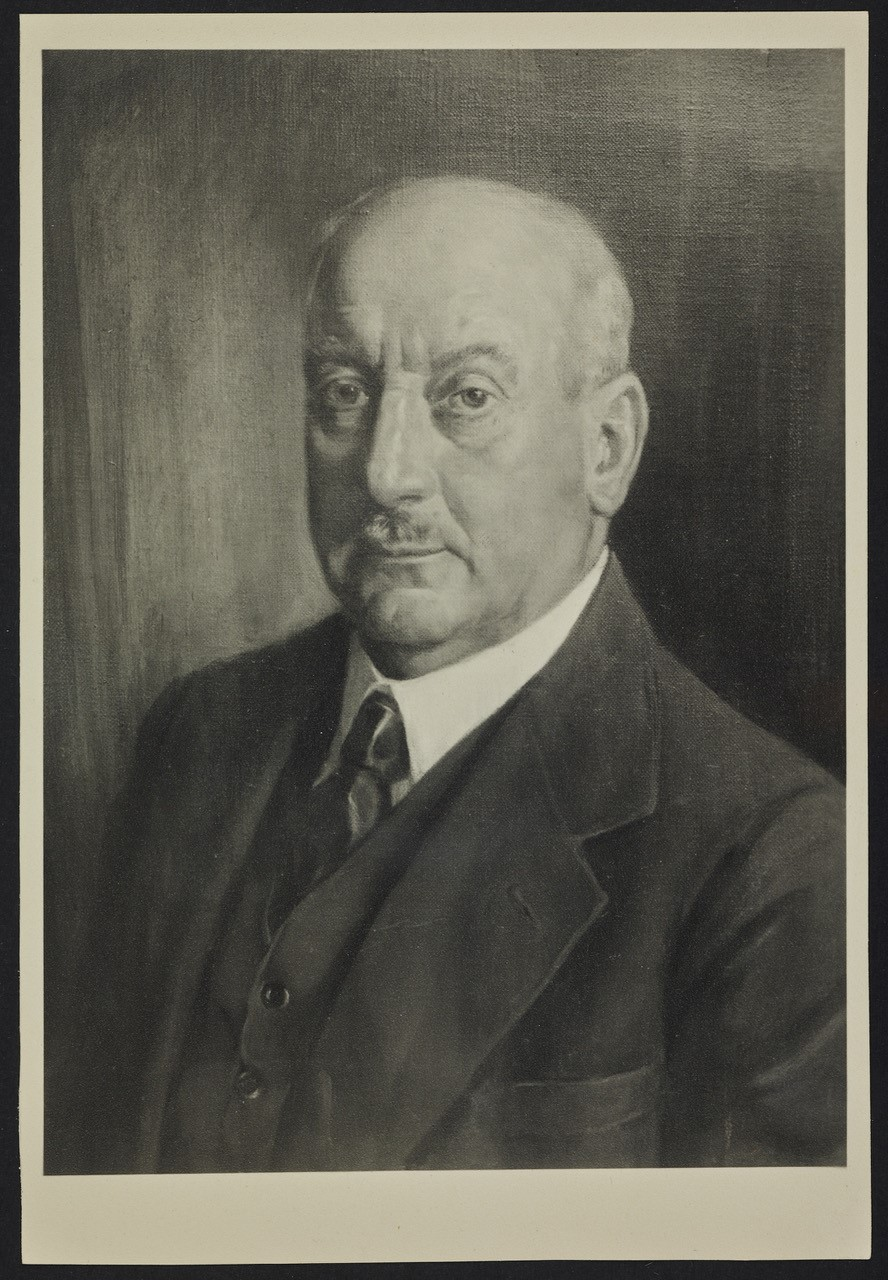
Wilhelm Constantin Wild

Wilhelm Constantin Wild (* 1866) firmierte als jüngster Sohn und Großvater des derzeitigen Inhabers 1901 unter dem Namen W. Constantin Wild & Co. Das Unternehmen überstand den Ersten Weltkrieg und die Hyperinflation mit 150 Mitarbeitern. Der 1905 geborener Sohn Fritz Wild trat 1928 in die Firma ein und begründete Niederlassungen in Pforzheim, Berlin, Paris, London und Mailand. 

## Film
- SWR Fernsehen, Isa Kilwink, Jens Hübschen: Auf der Spur der Steine in Idar-Oberstein. Erstsendung 2. Juni 2017[1]
- SWR Fernsehen: Spuren im Stein – Der Hunsrück. 22. August 2019[2]

## Auszeichnungen
- 1876: Philadelphia

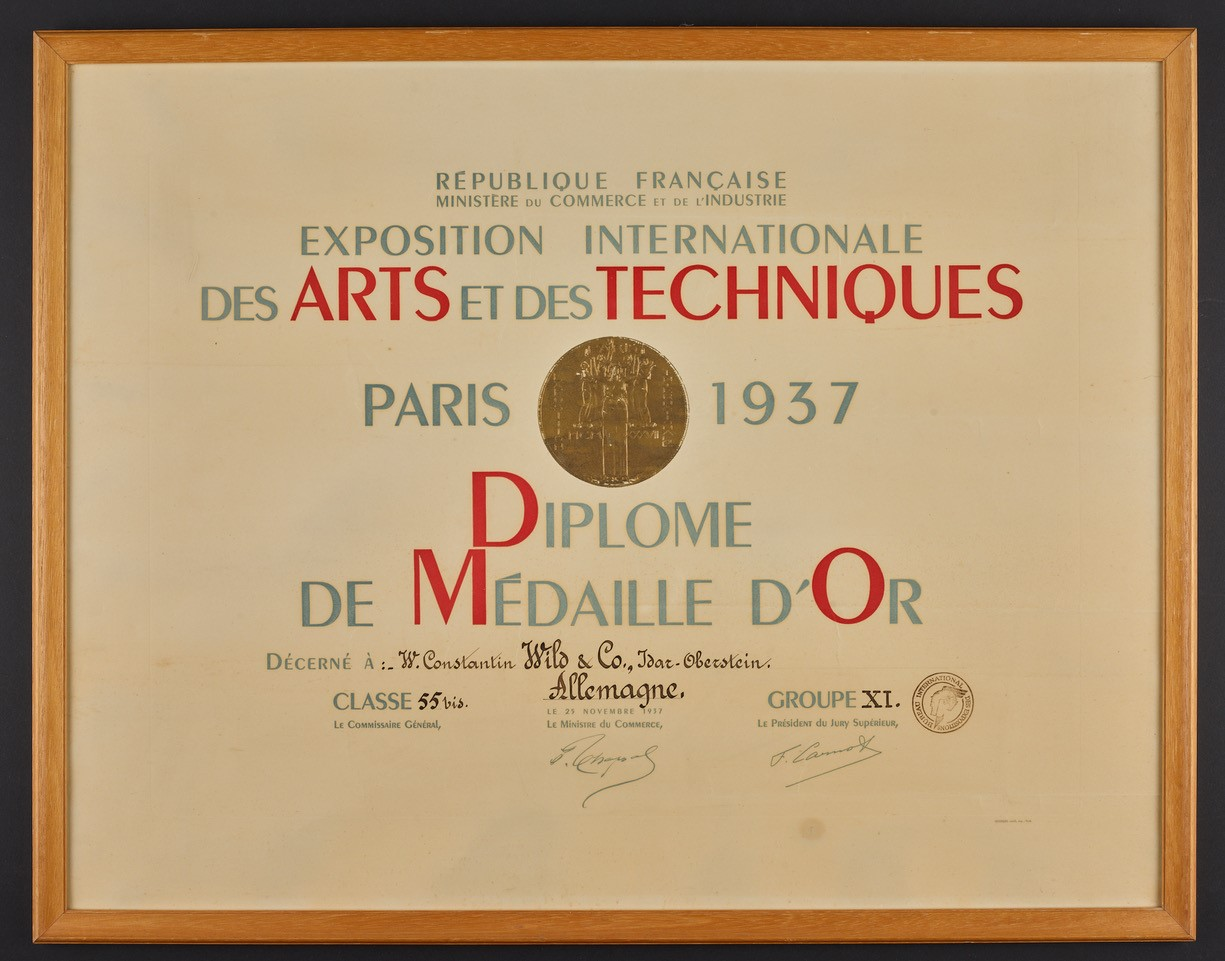

- 1879: Sydney International Exhibition, Certificate of Award
- 1880: Melbourne
- 1937: Paris Exposition Internationale des Arts et des Techniques, Diplome de Médaille D‘Or